# Progóc vára
Progóc egy középkori vár volt Horvátországban, a Kapronca-Kőrös megyei Gorbonokhoz tartozó Prugovac település területén.

## Fekvése
A vár falu közepén található 4-5 méter magas dombon állt, amelyen ma a falu temploma található.

## Története
A név Pruneg formában a 13. században jelenik meg. Valószínűleg a birtok akkori, 1248-as tulajdonosával hozható kapcsolatba, de az is lehet, hogy csak a Porog név torzított változata. A név talán az akkoriban használatos szláv Porga névből ered. A 13. században a falu a valamikori gordavai plébániához (in parochia Gordawa) tartozott. Ezt a birtokot szolgálataiért, IV. Béla király Gyula fia Butkának adományozta. Butka neve valószínűleg a mai Patkovac faluról ered, ahol a családnak nagy birtokai voltak.  A 14. századra a Porog nemzetség annyira megerősödött, hogy Porog fiai 1334-ben Progócon várat, valamint egy Szent Miklós tiszteletére szentelt templomot építtettek. A Szent Miklós templomot egy 1347-es okirat is megemlítette. 1481-ben a nemesek összeírásában találkozunk Progóczi László (Ladizlai de Progowcz) özvegyének a nevével. 1493-ban az itteni birtokot a Porog nemzetség fiainak birtokrészeként említik. A Szent Miklós templom még 1501-ben is szerepel a plébániák összeírásában. A nemzetség egyik utolsó leszármazottja Progowczi Balázs 1504 és 1530 között Szapolyai János király követe volt.

## A vár mai állapota
A régészeti lelőhely átmérője körülbelül 45 méterig terjed, a keleti oldalán még a valamikori árok és sánc maradványai is megfigyelhetők. 1950 körül 14. századi kerámiákat és tégladarabokat találtak itt. A domb körül, ma egy aszfaltozott út vezet. A hagyomány szerint a régi temető helyén állt az ősi Szent Miklós templom. Érdemes még megemlíteni, hogy a vár közelében egykor egy római település volt, mely mellett már akkor is út vezetett el.